# Paralelo 59 S
O Paralelo 59 S é um paralelo no 59° grau a sul do plano equatorial terrestre. Está a 1 grau a norte do limite setentrional do Oceano Antártico, e não atravessa terra firme.
Começando pelo Meridiano de Greenwich e tomando a direção leste, o paralelo 59° Sul passa sucessivamente por:
| País, território ou mar | Notas                                                                 |
| ----------------------- | --------------------------------------------------------------------- |
| Oceano Atlântico        |                                                                       |
| Oceano Índico           |                                                                       |
| Oceano Pacífico         |                                                                       |
| Oceano Atlântico        | Passa a norte da Ilha Bristol, Ilhas Geórgia do Sul e Sandwich do Sul |